# Khu du lịch Văn Thánh
Khu du lịch Văn Thánh, hay Công viên Văn Thánh, là một khu du lịch tại Quận Bình Thạnh, Thành phố Hồ Chí Minh, cách trung tâm Quận 1 khoảng 2 km. Khu du lịch có diện tích 7,7 ha trong đó có 2 ha là hồ nước. Tại đây có các khu vực giải trí, nhà hàng hài hòa với cảnh vườn hoa cây cảnh. Chủ sở hữu của khu du lịch này là Saigon Tourist.

## Thông tin thêm
Khu vực này có tên Văn Thánh là vì vào năm 1824, Tổng trấn Gia Định Thành Lê Văn Duyệt đã cho xây dựng tại đây một miếu thờ Chu Công và Khổng Tử, để động viên tinh thần học tập nơi vùng đất mới. Miếu thờ ấy đã bị hư hỏng vào cuối thế kỷ 19. Từ khi có miếu Văn Thánh, thì con rạch chảy qua đây cũng được gọi là rạch Văn Thánh. Và sau này, chiếc cầu bắc qua con rạch cũng được gọi là cầu Văn Thánh .